# Жиродиск

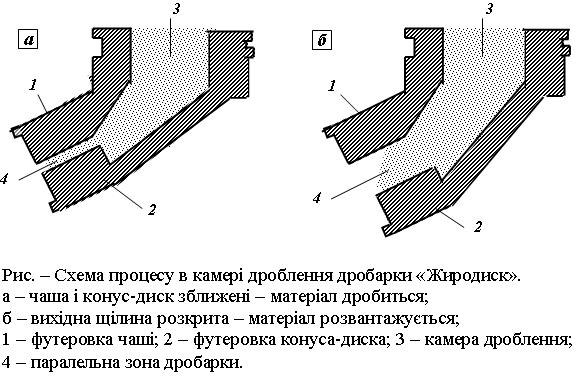
.

Жиродиск, дробарка типу «Жиродиск» — конусна дробарка дрібного дроблення фірми «Норенберг» (США). Призначені для дроблення матеріалів крупністю до 40 мм та отримання дробленого продукту крупністю до 6 – 8 мм.
За будовою дробарка «Жиродиск» - це конусна дробарка дрібного дроблення, але дробильний конус у неї зроблений дуже пологим (диск). Конус-диск спирається на сферичний підп’ятник.
Захист від поломок при попаданні металу здійснюється притискними пружинами настановного кільця. Вихідна щілина регулюється вгвинчуванням та вигвинчуванням дробильної чаші або гідравлічним способом.
Головна відміна дробарки «Жиродиск» від конусних дробарок полягає у конфігурації камери дроблення: пологий конус-диск і камера, в якій дроблення відбувається в самій масі матеріалу (рис.). Конус-диск має високу частоту коливань, тому у дробарці руйнування матеріалу відбувається швидким натисканням – ударом і стиранням у багатошарової маси зерен.
Дробарки «Жиродиск» застосовуються в основному для виготовлен-ня штучного будівельного або дорожнього піску з граніту, базальту, вапняку. У цій галузі вони успішно конкурують з молотковим дробарками і стержневими млинами. Застосовують дробарки «Жиродиск» й на збагачувальних фабриках для отримання дрібного живлення для кульових млинів (до 5 і навіть до 3 мм).